# Frédéric-Gonthier de Schwarzbourg
Titre
Prétendant aux trônes de Schwarzbourg-Rudolstadt et de Schwarzbourg-Sondershausen
24 mars 1926 – 9 novembre 1971
(45 ans, 7 mois et 16 jours)
Frédéric-Gonthier, prince de Schwarzbourg (né le 5 mars 1901 à Großharthau et mort le 9 novembre 1971 à Munich) est le chef de la maison de Schwarzbourg et le prince titulaire de Schwarzbourg de 1926 à sa mort.

## Biographie

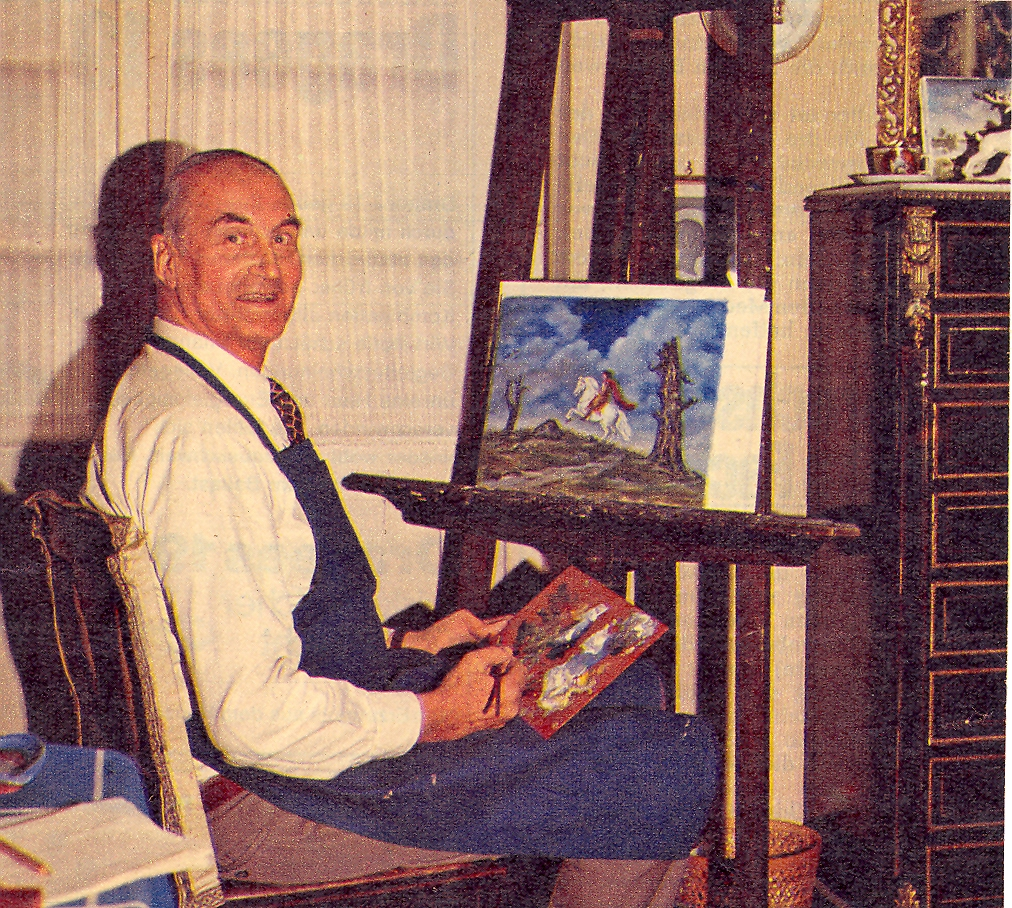
Frédéric-Gonthier de Schwarzbourg

Il est né à Großharthau, dans le Royaume de Saxe, fils du prince Sizzo de Schwarzbourg (1860-1926) et de son épouse, la princesse Alexandra d'Anhalt (1868-1958). Le 21 avril 1896, son père est reconnu comme dynaste de la maison de Schwarzbourg. Il n'avait auparavant aucun droit de succession en raison du mariage morganatique de ses parents. En 1909, les deux principautés de Schwarzbourg sont unies dans une union personnelle sous la direction du prince Gonthier-Victor de Schwarzbourg-Rudolstadt (qui prend alors le titre de prince de Schwarzbourg). Cela fait suite à l'extinction de la branche de Sondershausen. Frédéric-Gonthier devient l'héritier en second des deux principautés, après son père. Mais la révolution allemande pousse le prince Gonthier-Victor à abdiquer le 22 novembre 1918, mettant ainsi fin au règne de la maison de Schwarzbourg.
Après la mort du prince Gonthier-Victor le 16 avril 1925, Sizzo accède à la tête de la maison de Schwarzbourg jusqu'à sa propre mort le 24 mars 1926, qui laisse son fils Frédéric-Gonthier à la tête de la famille et prétendant aux trônes des principautés de Schwarzbourg.

## Mariage
Le prince Frédéric-Gonthier de Schwarzbourg se marie le 7 avril 1938 à Heinrichau (aujourd'hui Henryków, Basse-Silésie, Pologne) avec la princesse Sophie de Saxe-Weimar-Eisenach (en) (1911-1988), fille aînée de Guillaume-Ernest, dernier grand-duc de Saxe-Weimar-Eisenach. Le mariage est de courte durée et moins d'un an plus tard, le 1er novembre 1938, ils divorcent, sans enfants.

## Décès et succession
Après la mort de Frédéric-Gonthier en 1971 à Munich, la lignée masculine de la maison de Schwarzbourg s'éteint.
Historiquement, les principautés de Schwarzbourg pouvaient descendre par primogéniture semi-salique : en cas d'extinction de tous les dynastes masculins (comme cela s'est produit avec la mort du prince Frédéric-Gonthier), les femmes étaient, avant la révolution en 1918, éligibles à la succession au trône. La princesse Marie-Antoinette de Schwarzbourg (1898-1984), sœur ainée du prince Frédéric-Gonthier, par son mariage en 1925 avec le comte Frédéric-Magnus V de Solms-Wildenfels (en) (1886-1945), était la mère de Frédéric-Magnus VI (née en 1927), comte de Solms-Wildenfels (en) et héritier après sa mère. Ni les deux fils de ce dernier, Michael (né en 1949) et Konstantin (né en 1950), ni son frère cadet, Albrecht (né en 1929), n'ont d'enfants.

## Ascendance
|  |                                                 |  |  |  |  |  |  |  |  |  |  |  |  |  |  |  |
|  | 8. Louis-Frédéric II de Schwarzbourg-Rudolstadt |  |  |  |  |  |  |  |  |  |  |  |  |  |  |  |
|  |                                                 |  |  |  |  |  |  |  |  |  |  |  |  |  |  |  |
|  |                                                 |  |  |  |  |  |  |  |  |  |  |  |  |  |  |  |
|  | 4. Frédéric-Gonthier de Schwarzbourg-Rudolstadt |  |  |  |  |  |  |  |  |  |  |  |  |  |  |  |
|  |                                                 |  |  |  |  |  |  |  |  |  |  |  |  |  |  |  |
|  |                                                 |  |  |  |  |  |  |  |  |  |  |  |  |  |  |  |
|  | 9. Caroline de Hesse-Hombourg                   |  |  |  |  |  |  |  |  |  |  |  |  |  |  |  |
|  |                                                 |  |  |  |  |  |  |  |  |  |  |  |  |  |  |  |
|  |                                                 |  |  |  |  |  |  |  |  |  |  |  |  |  |  |  |
|  | 2. Sizzo de Schwarzbourg                        |  |  |  |  |  |  |  |  |  |  |  |  |  |  |  |
|  |                                                 |  |  |  |  |  |  |  |  |  |  |  |  |  |  |  |
|  |                                                 |  |  |  |  |  |  |  |  |  |  |  |  |  |  |  |
|  | 10. Georges-Bernard d'Anhalt-Dessau             |  |  |  |  |  |  |  |  |  |  |  |  |  |  |  |
|  |                                                 |  |  |  |  |  |  |  |  |  |  |  |  |  |  |  |
|  |                                                 |  |  |  |  |  |  |  |  |  |  |  |  |  |  |  |
|  | 5. Hélène d'Anhalt                              |  |  |  |  |  |  |  |  |  |  |  |  |  |  |  |
|  |                                                 |  |  |  |  |  |  |  |  |  |  |  |  |  |  |  |
|  |                                                 |  |  |  |  |  |  |  |  |  |  |  |  |  |  |  |
|  | 11. Thérèse Emma von Erdmannsdorf               |  |  |  |  |  |  |  |  |  |  |  |  |  |  |  |
|  |                                                 |  |  |  |  |  |  |  |  |  |  |  |  |  |  |  |
|  |                                                 |  |  |  |  |  |  |  |  |  |  |  |  |  |  |  |
|  | 1. Frédéric-Gonthier, prince de Schwarzburg     |  |  |  |  |  |  |  |  |  |  |  |  |  |  |  |
|  |                                                 |  |  |  |  |  |  |  |  |  |  |  |  |  |  |  |
|  |                                                 |  |  |  |  |  |  |  |  |  |  |  |  |  |  |  |
|  | 12. Léopold IV d'Anhalt                         |  |  |  |  |  |  |  |  |  |  |  |  |  |  |  |
|  |                                                 |  |  |  |  |  |  |  |  |  |  |  |  |  |  |  |
|  |                                                 |  |  |  |  |  |  |  |  |  |  |  |  |  |  |  |
|  | 6. Frédéric Ier d'Anhalt                        |  |  |  |  |  |  |  |  |  |  |  |  |  |  |  |
|  |                                                 |  |  |  |  |  |  |  |  |  |  |  |  |  |  |  |
|  |                                                 |  |  |  |  |  |  |  |  |  |  |  |  |  |  |  |
|  | 13. Frédérique-Wilhelmine de Prusse             |  |  |  |  |  |  |  |  |  |  |  |  |  |  |  |
|  |                                                 |  |  |  |  |  |  |  |  |  |  |  |  |  |  |  |
|  |                                                 |  |  |  |  |  |  |  |  |  |  |  |  |  |  |  |
|  | 3. Alexandra d'Anhalt                           |  |  |  |  |  |  |  |  |  |  |  |  |  |  |  |
|  |                                                 |  |  |  |  |  |  |  |  |  |  |  |  |  |  |  |
|  |                                                 |  |  |  |  |  |  |  |  |  |  |  |  |  |  |  |
|  | 14. Édouard de Saxe-Altenbourg                  |  |  |  |  |  |  |  |  |  |  |  |  |  |  |  |
|  |                                                 |  |  |  |  |  |  |  |  |  |  |  |  |  |  |  |
|  |                                                 |  |  |  |  |  |  |  |  |  |  |  |  |  |  |  |
|  | 7. Antoinette de Saxe-Altenbourg                |  |  |  |  |  |  |  |  |  |  |  |  |  |  |  |
|  |                                                 |  |  |  |  |  |  |  |  |  |  |  |  |  |  |  |
|  |                                                 |  |  |  |  |  |  |  |  |  |  |  |  |  |  |  |
|  | 15. Amélie de Hohenzollern-Sigmaringen          |  |  |  |  |  |  |  |  |  |  |  |  |  |  |  |
|  |                                                 |  |  |  |  |  |  |  |  |  |  |  |  |  |  |  |
|  |                                                 |  |  |  |  |  |  |  |  |  |  |  |  |  |  |  |